# Parafia św. Michała Archanioła w Dobrzanach
Parafia pod wezwaniem Świętego Michała Archanioła w Dobrzanach – parafia rzymskokatolicka należąca do dekanatu Suchań, archidiecezji szczecińsko-kamieńskiej, metropolii szczecińsko-kamieńskiej. Siedziba parafii mieści się w Dobrzanach przy ulicy Staszica. Prowadzą ją księża chrystusowcy.